# Hoefsmederijpad
De Hoefsmederijpad is een pad in de Nederlandse stad Utrecht in de wijk Wittevrouwen, dit pad begint bij de Hoefsmederijstraat en eindigt bij de Bekkerstraat.
Ook is er een pad vanaf de Bollenhofsestraat tussen nummer 126 en 128 die leidt naar Hoefsmederijpad waar de oefenruimte en kantoor van theatergezelschap "Stichting De Utrechtse Spelen" staat. Dit was het voormalig instituut voor Veterinaire Anatomie, aan de Bekkerstraat 141 hoek Hoefsmederijpad ter hoogte van de Griftkade. Aan de Hoefsmederijstraat bevinden zich talrijke panden uit de periode dat hier nog de Faculteit der Diergeneeskunde van de Rijksuniversiteit was gevestigd zoals onder andere het voormalig Instituut voor Veterinaire Anatomie.
Biltstraat ·
Blauwkapelseweg ·
Bollenhofsestraat ·
Hoefsmederijpad ·
Hoefsmederijstraat ·
Hoefijzerstraat ·
Kapelstraat ·
Kleinesingel ·
Poortstraat ·
Veeartsenijpad ·
Veeartsenijstraat ·
Wittevrouwensingel